# Hans-Joachim Marseille
Hans-Joachim Marseille (Berlin, 1919. december 13. – Szidi Abd ar-Rahman, Egyiptom, 1942. szeptember 30.) a Luftwaffe pilótája és a második világháború egyik legtehetségesebb ász pilótája volt. Beceneve az „Afrika csillaga” volt az észak-afrikai hadszíntéren elért légi győzelmei nyomán. 158 légi győzelméből 151-et Észak-Afrikában szerzett, a Brit Nemzetközösség sivatagi légiereje, a Desert Air Force ellen.

## Élete
Marseille Berlinben született francia hugenotta eredetű családban. Az apja részt vett az első világháborúban. Marseille nem volt jó viszonyban édesapjával. Johannes Steinhoff elmondása szerint Marseille nem akart találkozni az apjával.
1940 közepén az angliai csatában Marseille a Jagdgeschwader 52-ben szolgált, ahol 7 győzelmet szerzett Johannes Steinhoff és Gerhard Barkhorn mellett. Az egyik Bf 109 E-t, amivel kényszerleszállást hajtott végre (összesen 4 saját repülőgépet vesztett el akciói során), helyreállították és újrafestették. Így lett a gépéből a „Fehér 14”-es.
Fegyelemsértései miatt (állítólag az amerikai dzsessz zene hallgatása és 'Playboy' életmódja miatt) átvezényelték a Jagdgeschwader 27-be, amelyet nem sokkal később Észak-Afrikában vetettek be. 1941. április 20-án érkezett Gazalába, ahol két vadászezred Bf 109 E–7/Trop változatú vadászai gyülekeztek. Itt két újabb légi győzelmet aratott, mielőtt lelőtte őt James Denis alhadnagy, a 73. repülőszázad pilótája – aki a Szabad Francia Erők tagja volt – Hurricane gépével. A felettese, Eduard Neumann Geschwader-parancsnok hamar felfigyelt a Marseille-ben rejlő lehetőségekre, ezért javasolta neki, hogy képezze magát. Eddigre már több mint négy Bf 109E vadászgépet vesztett, köztük azt is, amivel saját maga repült át Afrikába. Április 30-ra, azaz tíz nappal érkezése után már 11 lelőtt gépet regisztrált.
A Staffeljét 1941 végén/1942 elején visszaküldték Németországba, hogy régebbi gépeiket lecseréljék a Bf 109 F–4/Trop változatra. Köztük volt az a "Sárga 14"-es is, amivel Marseille híressé vált.
Marseille kifejlesztett egy különös önképző programot, amivel fizikailag és taktikailag is képezte magát. Ennek eredményeképp kiváló helyzetfelismerő képességre, pontosságra és gép feletti uralomra tett szert, de kifejlesztett egy szokatlan támadási taktikát is. A taktika lényege az volt, hogy az ellenséges gépet nagy szögből támadja, és az akkoriban megszokottól eltérően az ellenfelet nem hátulról támadta, hanem az ellenséges gép orrát lőtte oldalirányból.
Újszerű és egyedi támadási módszerét tovább tökéletesítette, így a védekező alakzatok megtörésére is vállalkozhatott, valamint a hátrafelé is tűzképes repülő erődöket is eredményesen támadhatta. Ennek eredményeképp fantasztikus találati pontosságot és gyors győzelmi-sorozatokat tudott produkálni, ami a történelem legjobb vadászpilótái közé emeli Marseille-t.
1942. június 6-án Marseille egymaga megtámadott egy 16 darab Curtiss Tomahawk II vadászgépből álló alakulatot, majd ezek közül 6 gépet (a Dél-Afrikai Légierő 5. repülőszázadából) le is lőtt. A hat gépből ötöt mindössze hat perc leforgása alatt lőtt le, köztük olyan pilótákat, mint Pare százados (6 győzelem), Goulding hadnagy (6,5 győzelem) vagy Botha százados (5 győzelem). Szeptember 1-jén még ennél is sikeresebb volt. Aznap 17 ellenséges gépet lőtt le, nyolcat közülük tíz perc alatt.
Marseille mindössze négy Bf 109 változattal repült. A legkorábbi győzelmeit Bf 109 E–7-tel, majd Észak-Afrikában annak E–7/Trop változatával. Később az F–4/Trop következett, végül a G–2. A 8693-as gyártási számú géppel 1942. február 23-án elérte 50. légi győzelmét. A 10 056-os gyártási számúnak már 58 győzelmi jel díszíthette a vezérsíkját. A híres 10 137-es gyártási számú vezérsíkján egy 70-es számot körülölelő koszorú és további 31 győzelmi jel (összesen 101 győzelem) volt található. Végül pedig a 8673-as gyártási számú F-4/Trop-pal, amelyen a koszorúban már a 100-as szám szerepelt, valamint további 51 jelzés.
1995-ben készült egy francia-amerikai második világháborús dráma Diamond Swords címmel, amely nem túl hitelesen, de Marseille életéről szól. A főszereplő a Hans-Joachim Avignon nevet viselte. Avignont Jason Flemyng játszotta.

## Halála
1942. szeptember 30-án a Marseille által vezetett Staffel feladata a bombázást végrehajtó Stukák kísérete volt. Az akció során nem kerültek harci kontaktusba az ellenséggel. A bázisra történő visszatérés során, azonban Marseille új Bf 109 G–2 vadászgépének motorja meghibásodott és a pilótafülke elkezdett megtelni füsttel, elvakítva és félig megfullasztva a pilótát. Társai (Jost, Schlang és Pottgen) irányításával sikerült eljutnia a német vonalakig. Mikor elérték a saját vonalakat, Marseille úgy gondolta, hogy repülőgépe többé már nem repülés-képes, ezért úgy döntött, hogy kiugrik a gépből. Társaihoz intézett utolsó szavai így hangzottak: „Ki kell jutnom! Nem bírom tovább!”
A Staffel ezidáig szoros kötelékben repült, de ekkor eltávolodtak Marseille gépétől, helyet hagyva neki a kiugráshoz. Marseille ekkor a hátára fordította a gépét, hogy ki tudjon ugrani, de a füst és az összezavartság miatt nem vette észre, hogy gépe süllyedésbe kezdett, és sebessége is jócskán megnőtt. Mikor kiugrott a pilótafülkéből, mellkasának bal oldalát eltalálta a zuhanó gép vezérsíkja. Nem tudni, hogy ez okozta-e közvetlenül a halálát, vagy egy ekkor bekövetkezett eszméletvesztés miatt nem tudta használni ejtőernyőjét. Ezt követően szinte függőlegesen zuhant a föld felé, és Sidi Abd el Rahmantól 7 km-re délre, arccal csapódott a földbe. Később az a hír járta, hogy az ejtőernyőjén egy 30 cm-es lyuk keletkezett, ami miatt az ejtőernyő „összecsuklott”. Mikor azonban megtalálták a holttestét, az ejtőernyő kioldója 'biztonsági' állásban volt, elárulva, hogy Marseille meg sem kísérelte kioldani azt.
Marseille temetésére 1942. október 1-jén került sor, a darnai hősi temetőben, ahol Albert Kesselring tábornagy és Eduard Neumann is gyászbeszédet mondott. Marseille sírjára mindössze egy szó került: „Legyőzhetetlen”.
Még a háború során olasz mérnökök egy „piramist” emeltek sírja fölé, de ez azóta „elpusztult”. 1989-ben Eduard Neumann és a Jagdgeschwader 27 még élő tagjai az egyiptomi kormánnyal közösen új piramist emeltek a sír fölé, amely a mai napig látható.

## Eredményei

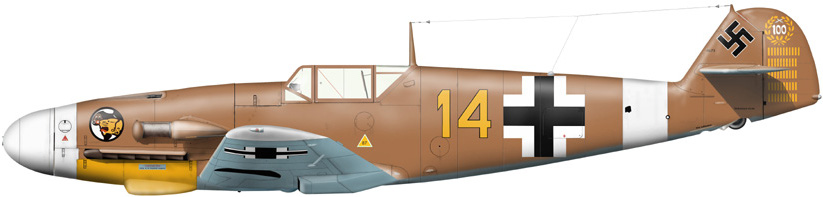
Hans-Joachim Marseille Messerschmitt Bf 109 F–4 típusú repülőgépe, 1942-ben.

- 8 légigyőzelem 10 perc leforgása alatt, 17 légi győzelem egy nap alatt, 54 légi győzelem egy hónap alatt.
- Átlagosan 15 lőszerre volt szüksége egy gép elpusztításához.
- Megkapta a tölgyfalombokkal, kardokkal és gyémántokkal ékesített lovagkeresztet, Németország legmagasabb katonai kitüntetését (mindössze 27-en kapták meg a háború alatt, közülük tíz pilóta volt)
- Megkapta az olasz „Bátorság Aranyérmet” (mindössze két német kapta meg a háború alatt)
- Ő volt a Luftwaffe legfiatalabb századosa
- 151 légi győzelem Észak-Afrikában. A lelőtt gépek:
- 101 Curtiss Tomahawk II (P-40 D)
- 30 Hawker Hurricane
- 16 Supermarine Spitfire
- 2 Martin Baltimore bombázó
- 1 Bristol Blenheim bombázó
- 1 A-22 Maryland bombázó

A legfrissebb kutatások szerint Marseille 151 Észak-afrikai légi győzelméből 81 bizonyíthatóan neki tulajdonítható (a szövetségesek veszteséglistái alapján), 24 győzelem elismerését visszautasítottak, ugyanis a veszteséglistán nem szerepeltek lelőtt gépek. További 46 győzelem pedig a 'lehetséges' kategóriába esik, ugyanis nem tudják biztosan, hogy a győzelem Marseille-től, vagy valamely másik Luftwaffe-pilótától származik-e.
- A I./JG 27 vadászalakulat összesen 588 ellenséges repülőgépet semmisített meg 1941 áprilisa és 1942 novembere közt. Ezek közül 151-et (26%-ot) Marseille-nek köszönhetően

## Legfontosabb kitüntetései
- A Vaskereszt Lovagkeresztje – 1942. február 22.
- Tölgyfalombok a lovagkereszthez – 1942. június 6.
- Kardok a tölgyfalombokkal ékesített lovagkereszthez – 1942. június 18.
- Gyémántok a kardokkal és tölgyfalombokkal ékesített lovagkereszthez – 1942. szeptember 2.